# Mare Undarum
Mare Undarum (Mar de les ones) és una mar lunar localitzada just al nord de la Mare Spumans, entre el cràter Firmicus i la vora est de la cara visible de la Lluna. Pertany a la conca Crisium, una zona de 740 quilòmetres de diàmetre plena de llacs (lacus) elevats, que envolta la Mare Crisium. Té un diàmetre de 243 km.
El material de la conca que envolta a la mar és del període Nectàric, i el basalt interior és de l'Ímbric Superior. El cràter Dubiago pot ser vist en el bord sud del mar. En el bord nord-est es troba el cràter satèl·lit Condorcet P al voltant del cràter Condorcet.

## Cultura popular
El Mar Undarum va ser la localització de la segona catapulta en la novel·la La Lluna és una cruel amant, de Robert A. Heinlein. La posició exacta de la catapulta és mantinguda en secret "com a matèria de seguretat nacional lunar".